# Hewitt (Schiff, 1914)
Die Hewitt war ein 1914 in Dienst gestellter US-amerikanischer Massengutfrachter für den Erz- und Schwefeltransport. Das Schiff war ursprünglich im Juli 1913 und noch unter dem Namen Pacific von der J. S. Emery Steamship Company in Auftrag gegeben worden. Bauwerft war die Fore River Shipyard in Quincy im US-Bundesstaat Massachusetts. Nach dem Stapellauf am 4. August 1914 erfolgte im September 1914 die Indienststellung. Im Jahr 1915 wurde der Frachter an die Union Sulphur Company verkauft, die den Dampfer unter dem neuen Namen Hewitt (nach Abram Hewitt, einem Investor der Union Sulphur Company) einsetzte. Heimathafen war New York City. Das Schiff ging Anfang 1921 im Nordatlantik aus ungeklärten Gründen mit der gesamten Besatzung verloren. 

## Das Schiff
Die Hewitt besaß einen Stahlrumpf und war maximal 118,14 Meter lang und 16,54 Meter breit. Der Tiefgang lag normal bei 8,41 Meter, konnte aber bei voller Beladung auf bis zu 11,60 Meter anwachsen. Drei Dampfkessel (mit einem maximalen Druck von 190 Pfund pro Quadratzoll) und eine horizontal eingebaute 3-Zylinder-Dreifach-Expansionsmaschine, die maximal 2000 PSi leistete und eine Welle ansteuerte, ermöglichten dem Schiff eine Höchstgeschwindigkeit von 12 kn. Voll beladen konnte der Frachter knapp 8000 Tonnen an Schwefel aufnehmen. Die Besatzung bestand aus 42 Mann. 

## Geschichte
Nach einer nur kurzen Dienstzeit bei der J. S. Emery Steamship Company, wurde das Schiff Anfang 1915 für rund 700.000 US-Dollar (nach heutigem Wert und inflationsbereinigt knapp 19 Millionen US-Dollar) an die Union Sulphur Company verkauft und befuhr unter dem neuen Namen Hewitt für rund zweieinhalb Jahre die Route zwischen den Schwefelverladehäfen in Sulphur (Louisiana) und Port Arthur (Texas) und den Industriehäfen an der US-Ostküste (unter anderem New York und Boston). Nach dem Kriegseintritt der Vereinigten Staaten in den Ersten Weltkrieg im April 1917, wurde der Frachter am 9. August 1917 in Newport News von der United States Navy requiriert und als Transporter von kriegswichtigen Rohstoffen, darunter Schwefel und Eisenerz, nach Europa eingesetzt. In dieser Zeit führte das Schiff ein 15,2-cm-Bordgeschütz und fuhr in Geleitzügen, es überstand den Krieg glücklicherweise unbeschadet und wurde auch nicht in Kriegshandlungen (etwa Angriffe deutscher U-Boote) verwickelt. Im Februar 1919 wurde die Hewitt seitens der US-Marine wieder an die Union Sulphur Company übergeben. Von diesem Zeitpunkt an bis zum Verlust, unterbrochen nur von einer Werftüberholung im Oktober 1920 in Hoboken (New Jersey), pendelte der Frachter wieder zwischen den Schwefelverladehäfen im Golf von Mexiko und der US-Ostküste. 

Schwefelverladung am Sabine River, Port Arthur, Texas (um 1920).

## Verlust des Schiffes und Ursachenforschung
Die Hewitt verließ am 20. Januar 1921 Port Arthur mit einer Ladung von rund 7900 Tonnen Schwefel an Bord, der Zielhafen war Portland (Maine). Geplant war zudem ein Zwischenstopp in Boston. Der Frachter, unter dem Kommando von Captain Hans Jakob Hansen, gab eine letzte (und ereignislose) Funkmeldung am 25. Januar ab. Danach meldete sich die Hewitt nicht mehr, die geschätzte letzte Position des Schiffes lag zu diesem Zeitpunkt rund 250 Seemeilen nordöstlich von Jupiter Island. Nachdem der Frachter nicht wie geplant am 29. Januar 1921 in Boston (dem Hafen für den Zwischenstopp) eingetroffen war, rief die Union Sulphur Company den Dampfer per Funk zur Rückmeldung auf. Da hierauf keine Reaktionen erfolgten, wurde am 30. Januar 1921 schließlich die United States Coast Guard verständigt, die in den nachfolgenden Tagen und Wochen (bis Mitte Februar) eine erfolglose Suche nach dem Schiff einleitete. Es wurden hierbei weder Überlebende oder Leichen noch Trümmer der Hewitt gefunden. 
Ein möglicher Hinweis ergab sich Anfang Februar, als bekannt wurde, dass sich um den 3. Februar 1921, etwa 20 Seemeilen vor dem Hafen von Atlantic City, eine heftige Explosion auf dem offenen Meer ereignet hatte. Es wurde spekuliert, dass die Hewitt hierbei explodiert und rasch gesunken sein könnte. Gleichwohl allerdings konnte diese Theorie nicht belegt werden und fand die Coast Guard nachfolgend auch keine Trümmer oder andere Hinweise. Der Verlust der Hewitt wurde auch mit den Ereignissen um die Strandung des Segelschiffes Carroll A. Deering und dem Verlust der Frachter Monte San Michele und Ottawa, die in etwa während des gleichen Zeitraumes in Verlust gerieten, in Verbindung gebracht, wobei auch gemutmaßt wurde, dass Piraten, Schmuggler oder sogar bolschewistische Saboteure etwas mit dem Verlust des Schiffes zu tun gehabt haben könnten. Beweise gab und gibt es aber dafür ebenso keine. Ob der Verlust mit einer starken Sturmperiode zusammenhing, die zwischen der letzten Januarwoche und der ersten Februarwoche die US-Ostküste heimsuchte und die sehr wahrscheinlich auch den Verlust der anderen Schiffe erklären kann, muss Spekulation bleiben. 
Schiff und Besatzung gelten als verschollen. Es blieb bis heute unklar, wann und wo genau das Schiff gesunken ist und was zum Untergang geführt hatte.